# Фанфик
Фа́нфик — жаргонизм, обозначающий любительское сочинение по мотивам популярных оригинальных литературных произведений, произведений киноискусства (кинофильмов, телесериалов, аниме и т. п.), комиксов (в том числе — манги), а также компьютерных игр и т. д. Авторами подобных сочинений — фикра́йтерами (англ. Fic-writer [fɪk’raɪtər]) — как правило, становятся поклонники оригинальных произведений. Обычно фанфики создаются на некоммерческой основе (для чтения другими поклонниками).
Понятие произошло от англ. fan fiction [ˈfænˈfɪkʃ(ə)n] — фан-литература, фан-проза. Встречаются также жаргонизмы «фэн фи́кш(э)н», «фэн-фи́кш(э)н», «фанфикшн», «фэнфик», «ФФ» или просто «фик».

## История

### Предшественники
«Завещание Крессиды» (The Testament of Cresseid) Роберта Генрисона можно рассматривать как очень раннюю форму фанфика. История основана на поэме «Троил и Крессида» (Troilus and Criseyde) Джеффри Чосера и, как и большинство фанфиков, создана, чтобы заполнить бреши в оригинальной работе. В своём рассказе Генрисон ввёл трагическую концовку со смертью Крессиды, поскольку её трагическая судьба не была упомянута в Чосеровской версии произведения.
Возрастающая популярность романа Сэмюэля Ричардсона «Памела, или вознаграждённая добродетель» благодаря ещё слабо развитым законам о копировании творчества привела к публикации ряда неавторизированных сиквелов. Так же, как и фанфики, эти сиквелы дополняли историю жизни Памелы, рассказывая о событиях после времени действия романа.
Шарлотта Бронте и её сёстры написали много историй, детализирующих фантастические приключения Артура Уэллсли, первого герцога Веллингтона, и двух его сыновей: Артура и Чарльза. Последующие рассказы были сфокусированы на его сыне Артуре, который стал почти супергероической фигурой, герцогом Заморной. Юношеские произведения Бронте являются ранним образцом «фанфиков о реальных людях».
Уильям Теккерей в 1849 году опубликовал сказку «Ревекка и Ровена» (из цикла «Рождественские истории»), которая представляла собой шуточное завершение «Айвенго» Вальтера Скотта. Автор «исправил» возмущавшие читателей сюжетные линии, в результате воссоединяются рыцарь Айвенго и еврейка Ревекка, которые в исторической реальности ни при каких обстоятельствах не могли быть вместе. Произведение также имело критическую направленность против романтической литературы того времени. Жюль Верн написал несколько романов, продолжавших сюжетные линии любимых им произведений — «Два года каникул» и «Ледяной сфинкс».
На рубеже XX века мир посмотрел с новой стороны на произведение Льюиса Кэрролла «Алиса в стране чудес»: на его основе были созданы пародии такими авторами, как Фрэнсис Элиза Ходжсон Бёрнетт и Эдит Несбит. В придачу поклонниками Артура Конан Дойля было написано несколько версий «Приключений Шерлока Холмса».

### Современное представление
Незадолго до начала 1965 года выражение «Fan fiction» было использовано в фэндоме научной фантастики, чтобы обозначить самостоятельное произведение (хоть и любительское, но выполненное в жанре научной фантастики и опубликованное в научно-фантастическом журнале) как отрасль, отличающуюся от общепринятой художественной литературы, созданной профессиональными писателями; или разновидность художественного творчества поклонников искусства, основанную на каком-то фэндоме.
Как бы то ни было, современное понятие фанфика — как художественного воплощения какого-то фэндома посредством интерпретации собственных фантазий поклонников — было популяризовано и получило чёткое определение именно благодаря фэндому по «Звёздному пути» и научно-фантастическим журналам по нему, опубликованным в 1960-х годах.
Первый научно-фантастический журнал «Spockanalia» (1967 год) содержал фанфик.
Много поклонников последовали этому примеру. Такие научно-фантастические журналы производились с помощью единичной печати, мимеографов и распространялись посредством почты между другими поклонниками или продавались на съездах по научно-фантастической тематике за незначительную цену, которая лишь покрывала потраченные расходы. В отличие от других аспектов фэндома, девушки доминируют среди авторов фанфиков: в 1970 году из написанных по «Звёздному пути» фанфиков в 83 % случаев авторами были девушки, а в 1973 году — в 90 %.
Один учёный как-то подметил, что фанфики «предназначены для удовлетворения потребности преимущественно женской аудитории в художественных повествованиях, которые выходят за рамки обыденной киноиндустрии».

### Японские додзинси
Также около 1960—1970-х годов аналогичная тенденция началась и в Японии. В те времена стали популярны любительские манга и новеллы, известные как додзинси, широко распространённые в кругах додзин (японский термин, обозначающий группу людей, объединённую общими интересами, хобби и т. п.). Большинство из этих додзинси было создано на основе существующей манги, аниме, франшизах компьютерных игр.

## Авторские права
Распространение фанфиков в некоторых странах может рассматриваться как нарушение авторских прав создателей оригинальных произведений, что ограничивает коммерческую ценность такого рода творчества. Именно поэтому фикрайтеры указывают правообладателя — автора оригинала, которому принадлежат все права на использованных персонажей или художественный мир, не претендуя на какое бы то ни было извлечение прибыли из этого творчества.
А подавляющее большинство подобных произведений создаётся просто для забавы (или вообще ради шутки), редко доходя до «настоящей» публикации в серьёзном издательстве.

## Творческие перспективы
Фанфики являются смежной разновидностью творчества и включают в себя как элементы оригинального мира, так и вымысел фикрайтера, выходящий за каноны оригинала. Поскольку большинство фанфиков ориентировано на чтение другими поклонниками, то зачастую предполагается, что читатель должен быть ознакомлен с оригинальным произведением искусства.

«Fanfiction» — это то, как бы выглядела литература в постапокалиптическом мире, если бы была заново изобретена кучкой талантливых фанатов поп-культуры, запертых в бункере. Они делают это не ради денег. Совсем не для этого. Писатели пишут и выкладывают в интернет своё творчество ради собственного удовольствия. Они — обычные поклонники, но не молчаливые диванные потребители медиа. Культура обращается к ним, и они отвечают ей на её же собственном языке.
Оригинальный текст (англ.)Fanfiction is what literature might look like if it were reinvented from scratch after a nuclear apocalypse by a band of brilliant pop-culture junkies trapped in a sealed bunker. They don't do it for money. That's not what it's about. The writers write it and put it up online just for the satisfaction. They're fans, but they're not silent, couchbound consumers of media. The culture talks to them, and they talk back to the culture in its own language.
— Лев Гроссман, Time, 18 июля 2011.

Профессор литературы Генри Дженкинс так объясняет взаимосвязь между трансмедийными повествованиями и фанфиками:

Энциклопедические амбиции трансмедийных повествований часто приводят к тому, что в сюжете существуют некие пробелы, несостыковки или недосказанности, которые подразумевают эпизод, о котором нельзя рассказать более подробно, а ограничиваются лишь намёками. Поэтому увлечённые поклонники имеют стимул, чтобы продолжить или более тщательно продумать эти эпизоды сюжета с помощью своего воображения, что, в конце концов, выливается в их собственное творение. «Fanfiction» можно рассматривать как неавторизированное дополнение к медиа франшизам, порождённое желанием «заполнить бреши», которые они открыли в сюжете оригинального произведения искусства.
Оригинальный текст (англ.)The encyclopedic ambitions of transmedia texts often results in what might be seen as gaps or excesses in the unfolding of the story: that is, they introduce potential plots which can not be fully told or extra details which hint at more than can be revealed. Readers, thus, have a strong incentive to continue to elaborate on these story elements, working them over through their speculations, until they take on a life of their own. Fan fiction can be seen as an unauthorized expansion of these media franchises into new directions which reflect the reader's desire to "fill in the gaps" they have discovered in the commercially produced material.

## Разновидности фанфиков
Это лишь некоторые примеры фиков из англоязычной субкультуры. В реальности каждый автор может создать собственный тип фанфика, поэтому разновидностей настолько много, что их не перечислить.

##### По характеру отношений
- «Domestic Discipline» — присутствуют телесные наказания: как правило, один из сексуальных партнёров избивает другого за неправильные действия.
- «Alternate Pairing» («Shipping») — описание романтических или сексуальных отношений пар, которые по канону оригинального произведения не испытывают друг к другу любовных чувств.
- «Слэш» (от англ. Slash) — разновидность «Alternate Pairing», с отношениями между мужчинами.
- «Curtain Story» — как правило, «Slash», в котором пара ведёт себя преувеличенно по-домашнему, к примеру, отправляется в магазин покупать мягкую мебель.
- «Femslash» («Femmeslash», «Fem», «Saffic») — описание романтических или сексуальных отношений между женскими персонажами.
- «Fluff» — это тёплые, ничем не омрачённые отношения между персонажами.
- «Het» («Heterosexual», «Shipping») — фокус на романтических или сексуальных отношениях между разнополыми героями с колебанием от непринуждённой романтики до откровенной эротики.
- «Smarm» — один персонаж дает понять, словом или делом, как важна для него дружба (без намека на романтические или сексуальные отношения) с другим персонажем.
- «Gen» (от англ. general audience) — любовная линия отсутствует или малозначимая.
- «UST» (англ. Unresolved Sexual Tension) — герои испытывают влечение друг к другу, но по каким-либо причинам не вступают в сексуальный контакт или даже в открытое романтическое взаимодействие.
- «Lemon» — содержит сцены откровенного сексуального характера.
- «Lime» — тот же «Lemon», который прошёл цензуру и имеет сцены более  эротического, чем порнографического характера.
- «PWP» (от англ. Porn without Plot «порнография без сюжета» или от Plot, what Plot? «сюжет?! какой сюжет?..») — бессюжетная порнография с незатейливым минимальным сюжетом вокруг постельных сцен.
- «Vanilla» — сексуальные отношения без BDSM (садомазохистские мотивы).
- «Grapefruit» — присутствует насилие или принуждение к сексуальному акту.

##### По способу создания
- «Сrossover» — фанфик, в котором используются реалии нескольких фэндомов одновременно.
- «Filk» — фанфик в виде песни.
- «POV» (от англ. Point of view) — повествование от первого лица одного из героев.
- «Profic» — профессиональные художественные произведения, в которых различные авторы описывают приключения героев в мире, созданном кем-то другим. «Profic» пишутся с целью извлечения прибыли, продаются в книжных магазинах и противопоставляются фанфикшену. В качестве примера можно привести книжные серии по вселенным «Dragonlance», «Star Wars», «Warhammer» или любой другой коммерчески успешной вселенной, авторы которой допускают франчайзинг.
- «Round Robin» — фанфик, созданный группой авторов, каждый из которых по очереди пишет свой кусочек. Как правило, они отличаются резким переходом между частями и несогласованностью стиля.
- «RPF» (англ. real person fiction) — героями данных произведений являются реально существующие люди, как правило, знаменитости.
- «RPS» (англ. real person slash) — описываются гомосексуальные отношения между реальными людьми, не заявлявшими открыто о своей гомосексуальной ориентации.
- «Self-insert» («Author Character») — так называют случаи, когда автор тем или иным образом «вписывает» себя в контекст своего фанфика.
- «Song-fic» — фанфик, в котором часто используется какая-либо песня (не авторства создателя фанфика).
- «TWT» — в фанфике нарушена временная последовательность действия.

##### По соответствию оригиналу
- «AU» (от англ. Alternative Universal) — есть значимые расхождения и противоречия с каноном оригинала.
- «NO-AU» — расхождений с миром оригинала нет, или они спорны, либо малозначимые.
- «Original Fanfiction» — иногда так называют любительские произведения, которые совсем не затрагивают ни один из фэндомов или же имеют очень малую и косвенную взаимосвязь.
- «Uber Fanfiction» «Uberfic» — разновидность фанфика, очень приближённая к «Original Fanfiction», но имеет большую связь с оригиналом. К примеру, фикрайтер использует в своём ФФ Ксену и её подругу Габриэль, хотя, кроме имён и дружеских отношений, всё остальное в фанфике — полностью вымысел фикрайтера, не имеющий никакого отношения к канонам оригинала.
- «OOC» (от англ. Out Of Character) — есть значимые расхождения и противоречия с характерами персонажей оригинального произведения.
- «OC» (от англ. Original Character) — фанфик, в котором фикрайтер создаёт уникальный образ персонажа, не входящий ни в один из фэндомов. Как правило, такие персонажи являются вторичными по отношению к фэндомным персонажам и часто взаимодействуют с ними, помогая преодолеть препятствия. Уникальные персонажи являются загадочными и непредсказуемыми, при этом совсем не похожи на образ «Мэри Сью».
- «OFC» (от англ. Original Female Character) — фанфик, в котором фикрайтер создаёт уникальный образ женского персонажа.
- «OMC» (от англ. Original Male Character) — фанфик, в котором фикрайтер создаёт уникальный образ мужского персонажа.
- «Мэри Сью» (англ. Mary Sue), иногда «Мэрисья» или «Машка» — персонаж, согласно общему мнению, являющийся воплощением либо самого автора, либо того, какой автор хотела бы быть (явление присуще, как правило, женским фанфикам). Мэри Сью обычно сногсшибательно прекрасны и неописуемо умны. Как правило, у них весьма необычный цвет глаз и волос, сложное мелодично звучащее имя, бурное прошлое и сверхъестественные способности. Обычно они появляются, затмевают всех прочих героев, ложатся в постель с героями канона, привлекательными для автора, а затем спасают мир. Вслед за спасением мира они либо выходят за канонического героя замуж, либо погибают героической смертью. Мэри Сью является пренебрежительным определением.
- «Марти Стью», он же «Марти Стю» (англ. Marty Stu) или «Морис Стю» (англ. Maurice Stu) (возможны любые мужские имена: Герти, Мэтти, вариации фамилий — Сью и Стю, иногда встречается пренебрежительный вариант Мерисей) — мужская ипостась Мэри Сью. Появляется затем, чтобы очаровать героиню. Встречается несколько реже средней Мэри Сью. Встречаются гетеро- и гомосексуальные Марти Сью.

##### По сюжету
- «Angst» — это сильные переживания, физические, но чаще духовные страдания персонажа, в фанфике присутствуют депрессивные мотивы и какие-то драматические события.
- «Dark», «Darkfic» — рассказ, написанный с позиции «тёмной стороны»: в центр повествования ставится кто-то из антагонистов исходного произведения.
- «Deathfic» — фанфик, в котором один или несколько героев умирают.
- «Established Relationship» — описывает установившиеся отношения между героями.
- «Hurt/Comfort» — фанфик, в котором один персонаж, так или иначе, страдает, а другой приходит ему на помощь.
- «Continuation» — продолжение оригинального произведения.

##### По размеру
- «Ficlet» — короткий одночастный фанфик.
- «Drabble» — отрывок. Часто просто сцена, зарисовка, описание персонажа. Иногда под этим подразумевают короткую (в сто слов) историю, имеющую двойной подтекст и/или неожиданный конец.
- «Vignette» — очень короткая история, включающая в себя какую-то одну мысль (описание чувств, внутренний монолог, небольшое событие).

## Смежные жанры
По мере роста возможностей поклонников произведений искусства, вызванного общим техническим прогрессом, качественные фанфики постепенно перестают ограничивать себя рамками одного только литературного творчества. Известен, например, короткометражный фильм «Star Wars: Revelations», снятый Panic Struck Productions на высоком техническом уровне по мотивам сюжета «Звёздных войн» — это фанфильм.
Другим видом творчества фанов, напоминающим фанфикшен, является фан-арт — рисование изображений по мотивам популярной живописи или мультипликации, создание новых художественных образов полюбившихся персонажей.